# Oligoplites altus
Oligoplites altus es una especie de peces de la familia Carangidae en el orden de los Perciformes.

## Morfología
• Los machos pueden llegar alcanzar los 56 cm de longitud total.

## Distribución geográfica
Se encuentra desde México hasta el Perú.